# Federazione pallavolistica della Cambogia
La Federazione cambogiane di pallavolo (fra. Fédération de Volleyball du Cambodge, FVC) è un'organizzazione fondata per governare la pratica della pallavolo in Cambogia.
Organizza il campionato maschile e femminile, e pone sotto la propria egida la nazionale maschile e femminile.
Ha aderito alla FIVB nel 1968.